# Ам-хех
Ам-хех (егип. ˁm-ḥḥw «пожиратель миллионов») — в древнеегипетской мифологии является второстепенным богом загробного мира. Выглядел Ам-Хех как человек с головой собаки и обитал он в огненном озере. Из всех богов только бог солнца Атум (Ра) мог управлять им.
Иногда его путают с другим подземным божеством Амат, которая пожирала мёртвых, чьи сердца перевешивали перо истины богини Маат на суде Осириса.